# معادن الهاليدات

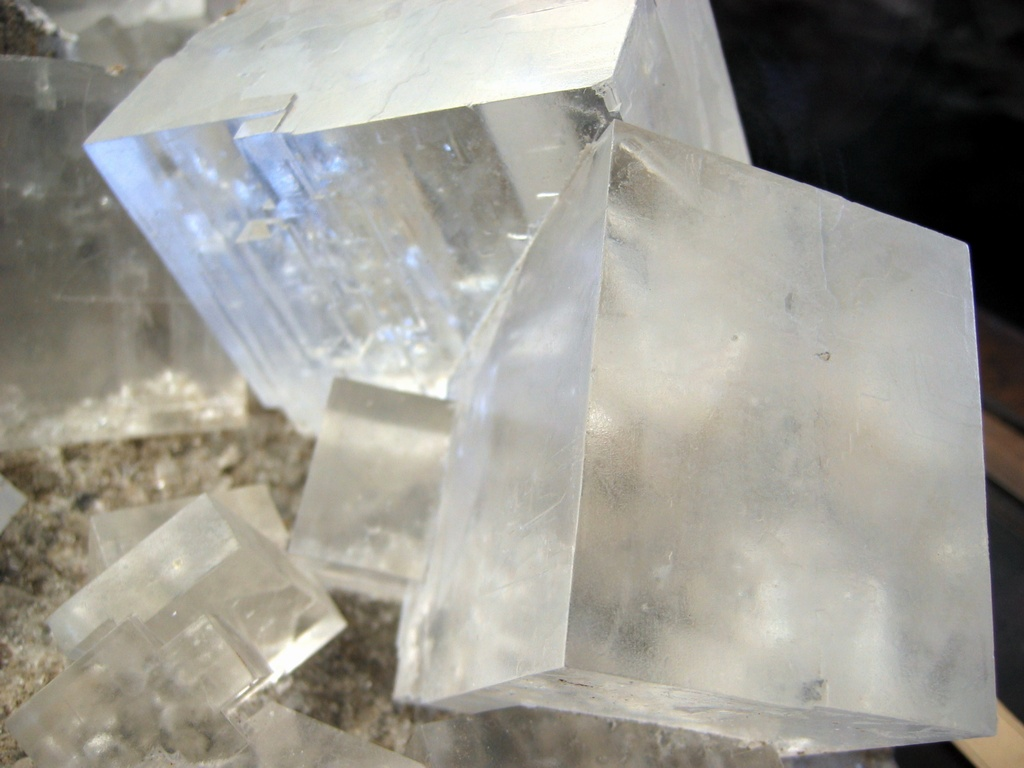
هاليت

معادن الهاليدات هي واحدة من أصناف المعادن التي تتميز بأن أنيونات الهاليد (من الفلوريد −F و الكلوريد −Cl والبروميد −Br واليوديد −I) أو تشكيلات معقدة منها هي السائدة في التركيب الكيميائي للمعدن.

## أمثلة
من الأمثلة على معادن الهاليدات، كل من:
- أتاكاميت Cu2Cl(OH)3
- أفوغادريت (K,Cs)BF
- باراريت (ß)(NH4)2SiF6[4]
- بيشوفيت (MgCl2·6H2O)
- كالوميل HgCl
- كارناليت KMgCl3·6H2O
- كلورارجيريت AgCl
- برومارجيريت AgBr
- يودارجيريت AgI
- كريوليت Na3AlF6
- فلوريت CaF2
- هاليت NaCl
- مارشيت CuI
- ملح النشادر NH4Cl
- سيلفيت KCl
- فيوميت NaF